# Madikeri
Madikeri es una ciudad de la India, centro administrativo del distrito de Kodagu, en el estado de Karnataka.

## Geografía
Se encuentra a una altitud de 1131 m s. n. m. a 258 km de la capital estatal, Bangalore, en la zona horaria UTC +5:30.

## Demografía
Según estimación 2011 contaba con una población de 35 314 habitantes.